# Чатсворт (Илиноис)
Чатсворт (енгл. Chatsworth) град је у америчкој савезној држави Илиноис. По попису становништва из 2010. у њему је живело 1.205 становника.

## Демографија
Према попису становништва из 2010. у граду је живело 1.205 становника, што је 60 (4,7%) становника мање него 2000. године.
| Група             | 2000.         | 2010.         |
| Белци             | 1.231 (97,3%) | 1.110 (92,1%) |
| Афроамериканци    | 4 (0,3%)      | 2 (0,2%)      |
| Азијати           | 2 (0,2%)      | 7 (0,6%)      |
| Хиспаноамериканци | 21 (1,7%)     | 67 (5,6%)     |
| Укупно            | 1.265         | 1.205         |